# Ubieszyn

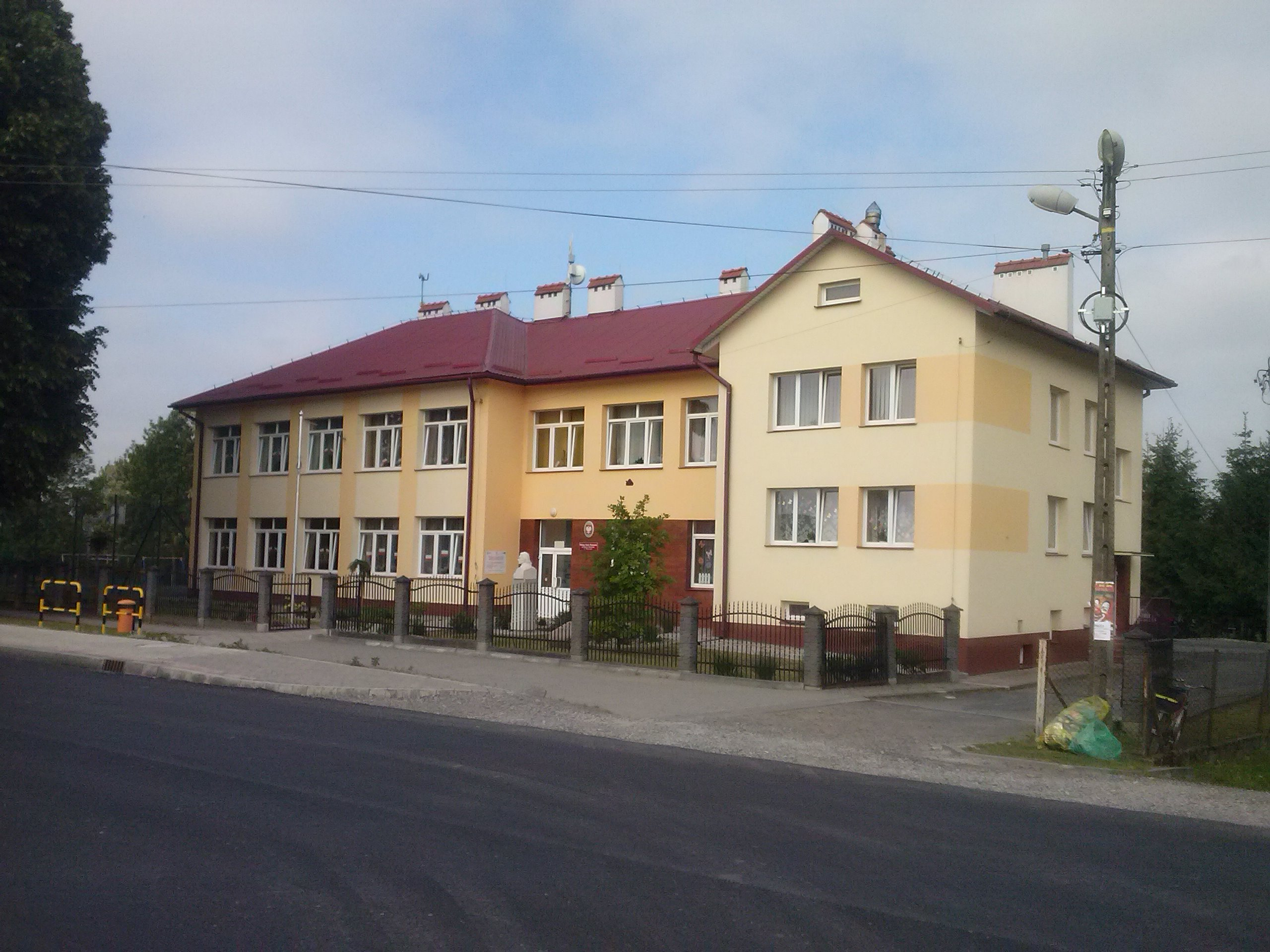
Szkoła podstawowa

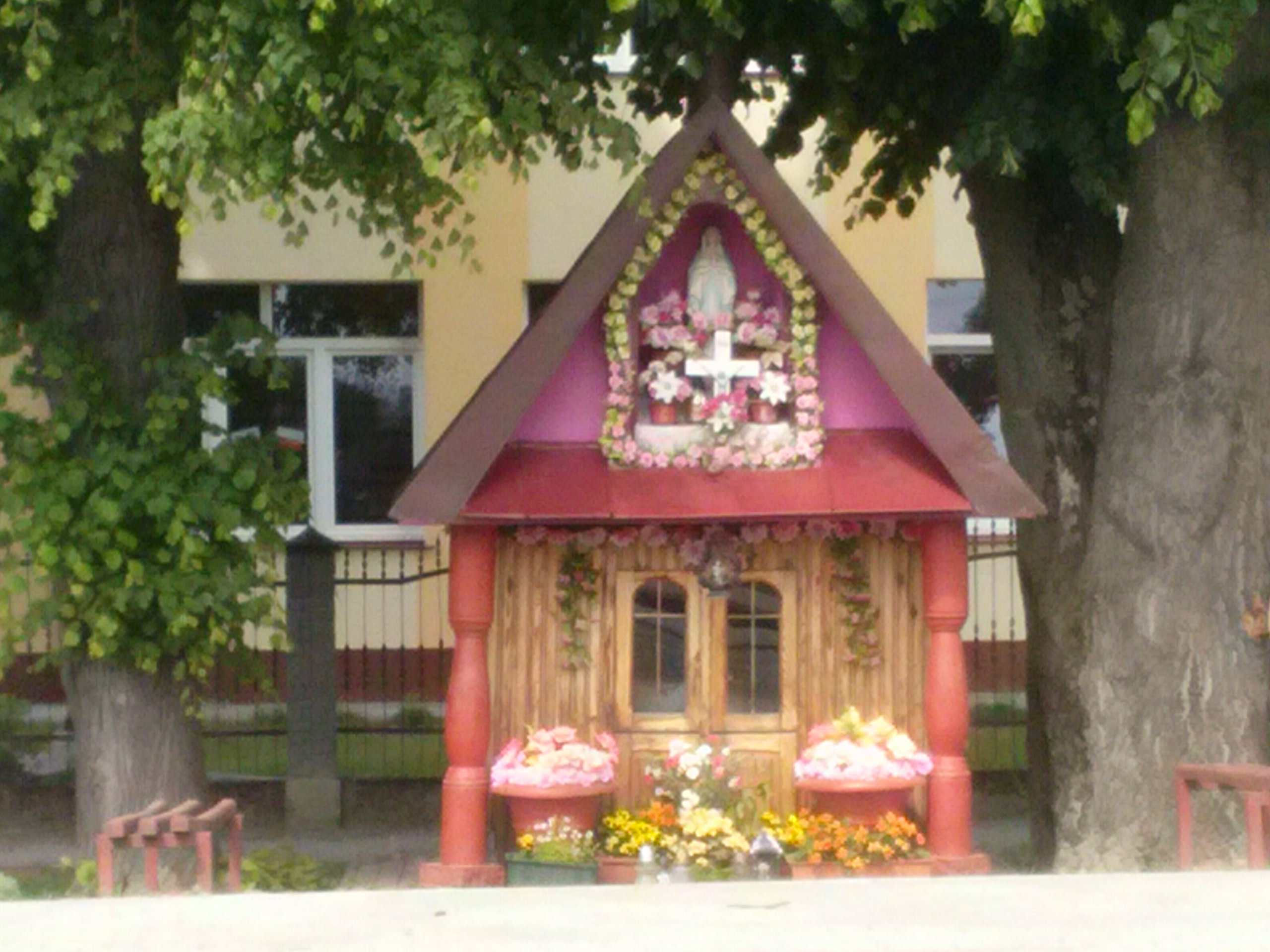
Kapliczka z ok. 1848

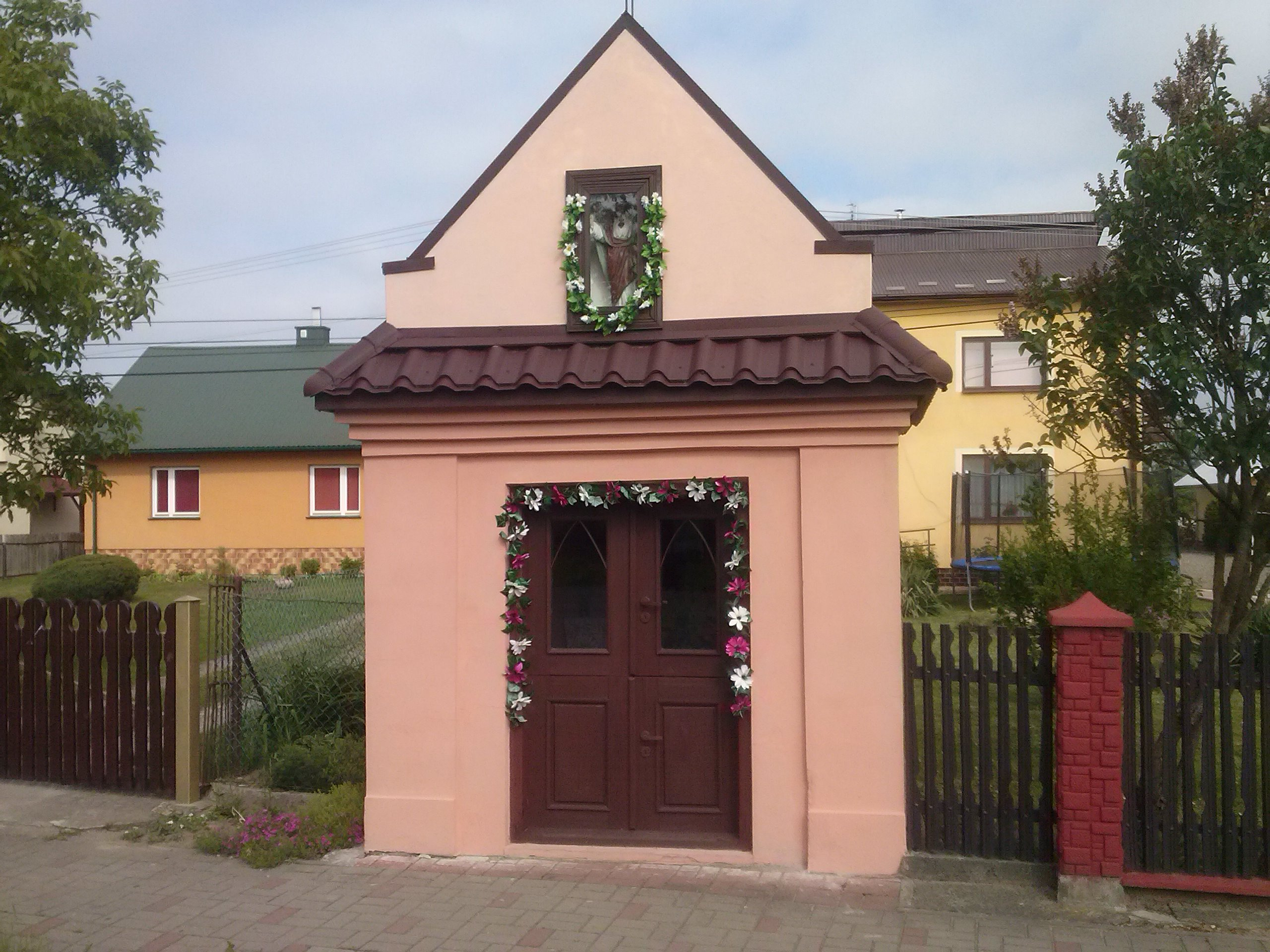
Kapliczka sprzed 1877

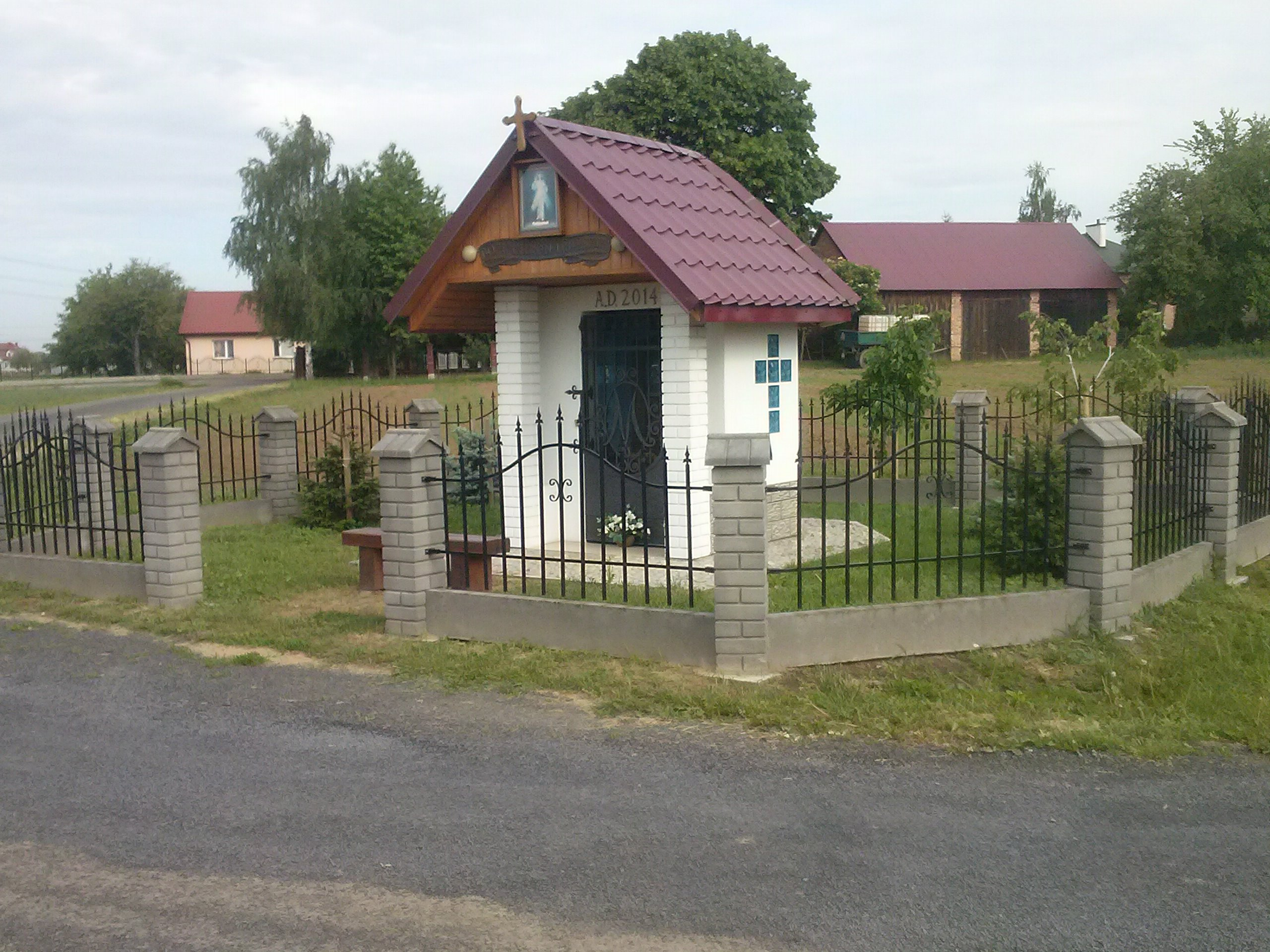
Kapliczka z 2014

Ubieszyn – wieś w Polsce położona w województwie podkarpackim, w powiecie przeworskim, w gminie Tryńcza. Wieś położona obok Sanu i przy drodze wojewódzkiej nr 835.
W latach 1975–1998 miejscowość administracyjnie należała do województwa przemyskiego.

## Części wsi
| SIMC    | Nazwa         | Rodzaj    |
| ------- | ------------- | --------- |
| 0612230 | Kaspry        | część wsi |
| 0612252 | Mały Ubieszyn | osada     |
| 0612246 | Wątok         | część wsi |

## Historia
Początki osadnictwa datowane są na XV wiek, gdy król Władysław Jagiełło wizytując te tereny, osadził swoich zasłużonych rycerzy (Kulpa, Czeszyk, Kasper, Wierzbicki).
W 1762 roku według wzmianki w aktach właściciela Klucza Trynieckiego Pawła Benoe mieszkańcami gromady Ubieszyn (ok. 1/2 powierzchni Ubieszyna) byli: Szymek Baran, Jan Bartuś, Kuba Dorocic, Józef Dziubek, Jakim Groch, Iwan Gurzec, Wojtek Kosturek, Wojtkowa Kosturka, Marcin Krokos, Stanisław Krokos, Wojciech Krokos, Błazek Kulpa, Jan Kulpa, Paweł Kulpa, Antoni Łaszcz, Tymko Maksio, Jędrzej Malicha, Wojciech Mokosz, Walek Papil, Józef Rotman, Janek Siużk, Józef Skowron, Józef Szafran, Krzysztof Szafran, Franek Szłapa, Matiasz Szwacz, Jędrzej Tkaczyk, Krzysztof Trojak, Wojtek Wielgos, Jakub Woś, Jakub Zimaszek, Józef Zurandochlib, Maciek Zurandochlib, Michał Zurandochlip, Stach Zurandochlib. Pozostała część Ubieszyna, aż po rzekę San należała od XV w. do rodziny Wierzbickich.
Na początku XIX wieku właścicielem dóbr Klucza Trynieckiego był Wojciech Mier, następnie po 1831 roku: Karolina Mier i Feliks Mier. Od 1843 roku właścicielem dóbr Trynieckich był Antoni Kellerman, który jest wzmiankowany również w 1875 roku (w tym roku było 480 mieszkańców), od 1880 roku występuje Domicella Kellerman (właścicielka Tryńczy, części Ubieszyna i Wólki Małkowej). W 1890 roku dobra tabularne w Ubieszynie stanowiły 263 morgi posiadłości (w tym 174 morgi roli, 16 morgi lasu i jedna karczma). W 1903 roku właścicielem był hr. Józef Banhidy, a w 1908 roku Bronisław Nowiński.
Na Sanie był prom rzeczny, utrzymywany przez obszary dworskie w Tryńczy i Sieniawie.
Wieś należała do parafii rzymskokatolickiej w Gniewczynie Łańcuckiej, a grekokatolicy do cerkwi w Gorzycach. Liczba grekokatolików w XIX i XX wieku wynosiła od 65 do 90 wiernych. W 1901 roku założono czytelnię ludową w Ubieszynie, której kierownikiem był nauczyciel Rudolf Rębisz.
W 1910 roku Ubieszyn z Głogowcem przydzielono do nowo utworzonej parafii Tryńcza. W 1910 roku w Ubieszynie było 880 wiernych.
W 1918 roku wieś liczyła 737 mieszkańców. W 1934 roku Ubieszyn wszedł w skład nowo utworzonej Gminy Tryńcza W 1962 roku przeprowadzono elektryfikację, a w 1967 roku zbudowano most na Sanie. W latach 1954–1972 miejscowość należała do Gromady Tryńcza, a od 1973 roku Ubieszyn należy do Gminy Tryńcza.
W Ubieszynie są dwie zabytkowe kapliczki (jedna z ok. 1848 roku, a druga prawdopodobnie sprzed 1877 roku). Kolejną kapliczkę zbudowano w 2014 roku.

## Oświata
Według miejscowej tradycji szkolnictwo w Ubieszynie rozpoczęło się ok. 1860 roku. Według austriackich źródeł w 1882 roku powstała szkoła ludowa „niezrezorganizowana”. W 1887 roku szkola stała się filialna, a w 1893 roku jednoklasowa. W 1901 roku w Ubieszynie założono czytelnię. Długoletnim zasłużonym kierownikiem szkoły był Ignacy Łowicki. W 1909 roku oddano do użytku wybudowany murowany budynek szkolny, jednak szkoła w czasie I oraz II wojny światowej była niszczona, a po wojnach odbudowywana.
W latach 1969–1974 przebudowano budynek szkolny. 28 października 2008 roku poświęcono sztandar szkoły im. Tadeusza Kościuszki. 24 października 2017 roku odsłonięto popiersie Tadeusza Kościuszki. W 2021 roku szkoła została zmieniona na 3-klasową filialną.

## Osoby związane z miejscowością
- ks. kan. Dominik Czeszyk (1892–1961) – duchowny rzymskokatolicki na kresach wschodnich, zesłany na Syberię.
- Franciszek Kubrak (1891–1940) – policjant na kresach wschodnich, zamordowany przez NKWD.